# Bhachok
Bhachok (nep. भाचोक) – gaun wikas samiti w zachodniej części Nepalu w strefie Gandaki w dystrykcie Kaski. Według nepalskiego spisu powszechnego z 2001 roku liczył on 433 gospodarstw domowych i 2084 mieszkańców (1110 kobiet i 974 mężczyzn).